# Leopoldo Torricelli
Leopoldo Torricelli (né le 2 février 1893 à Turin et mort le 18 novembre 1930 dans la même ville) est un coureur cycliste italien. Professionnel de 1912 à 1929, il a remporté le Tour de Lombardie en 1916, une étape du Tour d'Italie 1920, cinq championnats d'Italie de demi-fond et a été troisième du championnat du monde de demi-fond en 1924.
Seulement un an après avoir mis fin à sa carrière, il meurt de la tuberculose en 1930, à l'âge de 37 ans.

## Palmarès sur route

### Par année
- 1911
  - 6e du Tour de Lombardie
- 1912
  - 4e du Tour de Lombardie
  - 9e de Milan-San Remo
- 1913
  - Giro delle Due Province
  - Coppa Casalegno
  - 2e de la Coppa Borzino
  - 6e du Tour d'Italie
- 1916
  - Tour de Lombardie
- 1917
  - 2e de Milan-Turin
  - 3e du Tour de Lombardie
  - 9e de Milan-San Remo
- 1918
  - 2e du Tour d'Émilie
  - 5e du Tour de Lombardie
- 1919
  - Susa-Mont Cenis
- 1920
  - 5e étape du Tour d'Italie
  - 3e de Milan-Turin
- 1921
  - 9e du Tour de Lombardie

### Résultats sur le Tour d'Italie
- 1913 : 6e
- 1920 : abandon, vainqueur de la 5e étape

## Palmarès sur piste
- 1924
  -  Champion d'Italie de demi-fond
  -  3e du championnat du monde de demi-fond
- 1925
  -  Champion d'Italie de demi-fond
- 1926
  -  Champion d'Italie de demi-fond
- 1927
  -  Champion d'Italie de demi-fond
- 1928
  -  Champion d'Italie de demi-fond
- 1929
  -  Champion d'Italie de demi-fond